# Jerome Powell
Jerome Hayden Powell, detto JPow (Washington, 4 febbraio 1953), è un avvocato e banchiere statunitense, presidente della Federal Reserve System dal 5 febbraio 2018. Nominato da Donald Trump, è il sedicesimo presidente.

## Biografia
Nato il 4 febbraio 1953 a Washington, uno dei sei figli di Patricia (nata Hayden, 1926-2010) e Jerome Powell (1921-2007), avvocato in uno studio privato e veterano della seconda guerra mondiale. Il nonno materno, James J. Hayden, è stato decano della Columbus School of Law presso la Catholic University of America e successivamente docente alla Georgetown Law School.
Powell si laurea in politica con una tesi sul Sudafrica all'Università di Princeton nel 1975 e, dopo essere stato per un anno assistente legislativo del senatore repubblicano della Pennsylvania Richard Schweiker che cerca nel 1976 senza successo di guadagnarsi la vicepresidenza Usa, frequenta il Law Center dell'Università di Georgetown, laureandosi in giurisprudenza nel 1979. Quell'anno si trasferisce a New York dove lavora come impiegato presso il giudice Ellsworth Van Graafeiland della Corte d'Appello degli Stati Uniti. Dal 1981 al 1983 svolge l'attività di avvocato nello studio Davis Polk & Wardwell, dal 1983 al 1984 lavora da Werbel & McMillen. Nel 1984 si trasferisce nel settore dell'investment banking dove lavora sino al 1990 per Dillon, Read & Co., una banca di investimento, occupandosi di merchant banking, fusioni e acquisizioni, e diventandone vice presidente.
Tra il 1990 e il 1993 è al Dipartimento del Tesoro degli Stati Uniti nel periodo in cui Nicholas F. Brady, ex presidente di Dillon, Read & Co., era il segretario del Tesoro americano. E nel 1992 è nominato da George H. W. Bush sottosegretario al Tesoro per la finanza nazionale. Una breve permanenza perché nel 1993 diventa amministratore delegato di Bankers Trust, dimettendosi due anni più tardi quando la banca si mette nei guai a causa degli investimenti nei derivati, tornando a lavorare per Dillon, Read & Co. Nel 1997 è partner di The Carlyle Group mentre nel 2005 fonda Severn Capital Partners, una società di investimenti privata specializzata in investimenti nel settore industriale. Nel 2008 Powell è partner gestionale del Global Environment Fund, società di private equity e venture capital che investe in energia sostenibile.
Tra il 2010 e il 2012 Powell è visiting scholar presso il Bipartisan Policy Centre, un "think tank" di Washington, impegnato nel convincere il Congresso ad aumentare il tetto del debito USA durante la crisi economica del 2011. Powell ha presentato lo studio sulle implicazioni per l'economia e i tassi di interesse nell'eventualità di un default o di un ritardo nell'innalzamento del tetto del debito. Ha lavorato per uno stipendio di 1 dollaro all'anno.
Nel dicembre 2011 è nominato, insieme al democratico Jeremy C. Stein, membro del Consiglio di amministrazione della Federal Reserve dal presidente Barack Obama. Entra in carica il 25 maggio 2012. Nel 2013 fa un intervento sulla regolamentazione finanziaria parlando di "too big to fail", troppo grandi per fallire, prendendo poi nell'aprile 2017 la supervisione appunto delle banche definite come "troppo grandi per fallire". Nel gennaio 2014 è nominato per un altro mandato e, nel giugno 2014, viene confermato dal Senato USA con un voto di 67 a 24 per un mandato di 14 anni che terminerà il 31 gennaio 2028.

### Presidente della Federal Reserve
Il 2 novembre 2017 il presidente Donald Trump lo nomina presidente della Federal Reserve succedendo a Janet Yellen a cui non viene concesso, per la prima volta dopo 40 anni, un secondo mandato. Il 5 dicembre 2017 la Commissione bancaria del Senato approva la nomina con un voto quasi unanime di 22 a 1 (dissenziente la senatrice Elizabeth Warren). La nomina è confermata dal Senato il 23 gennaio 2018 con un voto di 84 a 13. Powell assume la carica di presidente il 5 febbraio 2018, è il primo presidente negli ultimi trent'anni a non avere conseguito un dottorato in economia. Ha il compito di normalizzare la politica monetaria dopo gli stimoli miliardari al sistema.

## Vita privata
Sposato dal 1985 con Elissa Leonard, ha tre figli e vive a Chevy Chase Village, nel Maryland. Sulla base di documenti pubblici, il patrimonio netto di Powell è stimato in 112 milioni di dollari. È il membro più ricco del Board of Governors della Federal Reserve.
Powell ha fatto parte dei consigli di amministrazione di istituzioni caritatevoli ed educative, tra cui la DC Prep, una scuola pubblica per il charter, il Centro per la finanza di Bendheim presso la Princeton University e The Nature Conservancy. È stato anche uno dei fondatori del Centre City Consortium, un gruppo di 16 scuole parrocchiali nelle aree più povere di Washington.
Politicamente è un repubblicano.